# Erebia dubius
Erebia dubius är en fjärilsart som beskrevs av Füssley 1783. Erebia dubius ingår i släktet Erebia och familjen praktfjärilar. Inga underarter finns listade i Catalogue of Life.